# Resolutie 1136 Veiligheidsraad Verenigde Naties
Resolutie 1136 van de Veiligheidsraad van de Verenigde Naties werd unaniem door de
VN-Veiligheidsraad aangenomen op 6 november 1997 en stemde in met een verlenging van de Afrikaanse vredesmacht in de Centraal-Afrikaanse Republiek.

## Achtergrond
De periode na de onafhankelijkheid van de Centraal-Afrikaanse Republiek werd gekenmerkt door opeenvolgende staatsgrepen. Begin jaren 1990 werd een meerpartijensysteem gecreëerd en volgden verkiezingen. Eén en ander verliep onregelmatig en de spanningen in het land liepen op. De ongelijke behandeling van officieren leidde in 1996-1997 tot muiterij in het leger. Een slecht bestuur en economische problemen destabiliseerden het land. Er werd een Afrikaanse vredesmacht gestationeerd die in 1998 werd afgelost door een VN-vredesmacht, die in 2000 weer vertrok.

## Inhoud

### Waarnemingen
De MISAB-waarnemingsmissie van Afrikaanse landen had mee gezorgd voor de stabilisering van de Centraal-Afrikaanse Republiek en die landen hadden hun missie ook verlengd. Het was van belang dat allen die de Bangui-akkoorden hadden ondertekend deze nu naleefden.

### Handelingen
De deelnemende landen van MISAB en de landen die logistieke steun leverden werden geautoriseerd om de veiligheid en bewegingsvrijheid van de missie te verzekeren. Die autorisatie gold opnieuw voor een periode van drie maanden. De secretaris-generaal werd gevraagd een fonds te openen waarmee de lidstaten financieel konden bijdragen aan de missie. De secretaris-generaal werd ook nog gevraagd binnen die drie maanden te rapporteren over de uitvoering van deze resolutie en verdere internationale steun aan de Centraal-Afrikaanse Republiek.

## Verwante resoluties
- Resolutie 1125 Veiligheidsraad Verenigde Naties
- Resolutie 1152 Veiligheidsraad Verenigde Naties (1998)
- Resolutie 1155 Veiligheidsraad Verenigde Naties (1998)

Lijst ·  1093 ·  1094 ·  1095 ·  1096 ·  1097 ·  1098 ·  1099 ·  1100 ·  1101 ·  1102 ·  1103 ·  1104 ·  1105 ·  1106 ·  1107 ·  1108 ·  1109 ·  1110 ·  1111 ·  1112 ·  1113 ·  1114 ·  1115 ·  1116 ·  1117 ·  1118 ·  1119 ·  1120 ·  1121 ·  1122 ·  1123 ·  1124 ·  1125 ·  1126 ·  1127 ·  1128 ·  1129 ·  1130 ·  1131 ·  1132 ·  1133 ·  1134 ·  1135 ·  1136 ·  1137 ·  1138 ·  1139 ·  1140 ·  1141 ·  1142 ·  1143 ·  1144 ·  1145 ·  1146